# Petrocephalus soudanensis
Petrocephalus soudanensis är en fiskart som beskrevs av Bigorne och Paugy, 1990. Petrocephalus soudanensis ingår i släktet Petrocephalus och familjen Mormyridae. IUCN kategoriserar arten globalt som livskraftig. Inga underarter finns listade i Catalogue of Life.